# Scandi Standard
Scandinavian Standard AB  är ett internationellt livsmedelsföretag, med säte i Stockholms kommun. Det bildades 2013 genom en sammanslagning av svenska Kronfågel och danska Danpo. Vid samma tillfälle förvärvades norska Den Stolte Hane. Företaget föder idag upp kycklingar och säljer kycklingkött och produkter av kycklingkött i Sverige, Danmark, Norge, Finland och Irland. Företaget hade 2020 en omsättning på 9,9 miljarder kronor och 3.220 anställda, varav 922 i Sverige, 856 i Danmark, 322 i Norge, 183 i Finland och 937 i Irland.
Den 1 april 2022 blev Jonas Tunestål ny VD, efter en skandal om skållandet av levande kycklingar.